# Newtonbrook Creek
Newtonbrook Creek är ett vattendrag i Kanada.   Det ligger i provinsen Ontario, i den sydöstra delen av landet, 300 km sydväst om huvudstaden Ottawa.
Runt Newtonbrook Creek är det i huvudsak tätbebyggt. Runt Newtonbrook Creek är det mycket tätbefolkat, med 4 039 invånare per kvadratkilometer.